# Dominique Mulliez
Dominique Mulliez, né le 18 octobre 1952 à Roubaix (France), est un épigraphiste et helléniste français, directeur de l'École française d'Athènes de 2002 à septembre 2011.

## Biographie
Reçu en 1974 au concours d'entrée à l'École normale supérieure, il obtient l'agrégation de lettres classiques, puis devient membre de l'École française d'Athènes de 1979 à 1984. Il se spécialise en épigraphie grecque et obtient le doctorat d'État en 1994 avec une thèse (non publiée) intitulée Recherches sur les actes d'affranchissement delphiques. Il dirige également les fouilles de l'agora de Thasos.
À sa sortie de l'EFA, il est nommé maître de conférences à l'université de Reims (1985), puis professeur de grec à l'université de Lille III (1995), où il devient directeur de l'UFR des Langues et cultures antiques. En 1998, il y fonde l'équipe HALMA (Histoire, Archéologie, Littératures des Mondes Anciens). Il est nommé en 2002 directeur de l'École française d'Athènes, fonctions qu'il exerce jusqu'en 2011. Il occupe ensuite la chaire de civilisation et iconographie grecque à l'université Paris-IV Sorbonne, où il enseigne notamment l'histoire de la religion grecque.
Dominique Mulliez a reçu les insignes de Chevalier dans l'Ordre national de la Légion d'honneur le 14 juillet 2010. Il a été élu le 28 octobre 2022 membre de l’Académie des inscriptions et belles-lettres au fauteuil de Jehan Desanges

## Distinctions
- Chevalier de la Légion d'honneur
- Officier de l'ordre national du Mérite (nommé[3] le 15 mai 2025)[4]
- Chevalier de l'ordre des Palmes académiques